# Miss Montreal
Miss Montreal is een band die onder leiding staat van zangeres Sanne Hans. De band bestaat naast Hans uit Kobus Groen (basgitaar, achtergrondzang), Michi Schwiemann (gitaar), Thijs Rensink (drums) en Peter Hendriks (toetsen).

## Geschiedenis
Miss Montreal ontstond in 2008. In oktober van dat jaar bracht de band de eerste single uit: Just a Flirt. Die werd 'MeGielhit', wat betekent dat de plaat een week lang iedere ochtend werd gedraaid in het ochtendprogramma van Giel Beelen op 3FM. Just a Flirt kwam in week 43 binnen op de 27e plaats in de tipparade op Radio 538. In week 44 was het de 3FM Megahit.
Het debuutalbum Miss Montreal verscheen op 15 mei 2009. Van hun tweede single, This is my life, werd een videoclip uitgebracht. In januari 2010 won ze de TROS Mega Award 2009.
Het tweede album So... Anything else? kwam in juli 2010 uit. Op 20 juli van dat jaar presenteerde Miss Montreal dit album in de Melkweg te Amsterdam. Hierbij speelden ze bijna alle liedjes van het nieuwe album. Giel Beelen overhandigde de band het album. Johnny de Mol is bij het liedje Say What You See de achtergrondzanger. Hij was in de Melkweg aanwezig om dit nogmaals te doen. Op 16 oktober 2010 startte de clubtournee van Miss Montreal in de Gigant in Apeldoorn. Deze clubtournee deed twintig Nederlandse steden aan. Het laatste concert in deze reeks was op 22 april 2011 in Metropool in Hengelo.
Op 8 maart 2012 was het de jaarlijkse Internationale Vrouwendag en ter ere hiervan speelde Sanne Hans zelf op een gitaar in de studio van Q-music.
Op 3 april 2012 kreeg Miss Montreal in de Coen en Sander Show de Schaal van Rigter uitgereikt voor het nummer Wish I could, dat in 2011 het meeste is gedraaid op 3FM.
Het album I Am Hunter verscheen op 13 april 2012. De theatertournee die volgde, S-SS-SSS-Sanne, startte in het daaropvolgende seizoen. Tijdens deze tournee bezocht Miss Montreal 29 theaters, te beginnen met een try-out in De Voorveghter in Hardenberg op 11 oktober 2012. De laatste show was op 25 maart 2013 in Carré. Deze show ging vergezeld van een speciaal Miss Montreal-tijdschrift met nieuws, foto's en wetenswaardigheden door en over Miss Montreal, alsmede een voor deze show uitgebrachte cd. In 2013 bracht Miss Montreal het album The home recordings uit, deze bevat 17 nummers met demo's en eerdere versies van later uitgebrachte liedjes. Ook was Hans dat jaar, namens het Nationaal Comité 4 en 5 mei, een van de ambassadeurs van de vrijheid tijdens bevrijdingsdag.
Op 7 december bracht Miss Montreal het nummer Say Heaven Say Hell uit. Het nummer behaalde diverse hitlijsten en werd bekroond met een gouden plaat. Tevens werd het nummer van 31 december 2013 tot en met 1 juni 2018 als titelsong gebruikt voor het Nederlandse televisieprogramma Utopia dat elke werkdag werd uitgezonden op SBS6. Hans zong het nummer ook in voor het Duitse (Newtopia) en Turkse (Ütopya) versie van het programma. Voor de Amerikaanse versie (Utopia) werd het nummer opnieuw ingezongen door de Amerikaanse rockband Daughtry, zodat het een betere Amerikaanse uitspraak had. In 2014 en 2016 won zangeres Sanne Hans een 3FM Award voor beste zangeres.
Op 12 februari 2015 had Miss Montreal de aftrap van de theatertournee Onmeunig Sanne. In deze tournee werden veertig theaters aangedaan. Op 22 april 2016 bracht Miss Montreal hun nieuwe album uit, dat gepaard ging met een concert in de Afas Live. Dit was voor Miss Montreal het eerste echte grote concert. Het was volledig uitverkocht.
Op 30 november 2024 trad Miss Montreal op in het satirische televisieprogramma Even tot hier met een variant op haar liedje Just a Flirt, genaamd Sinterklaasjournaal, dat gaat over heftige scènes in het Sinterklaasjournaal die kinderen schrik zouden hebben aangejaagd.